# Edmund Blair Leighton

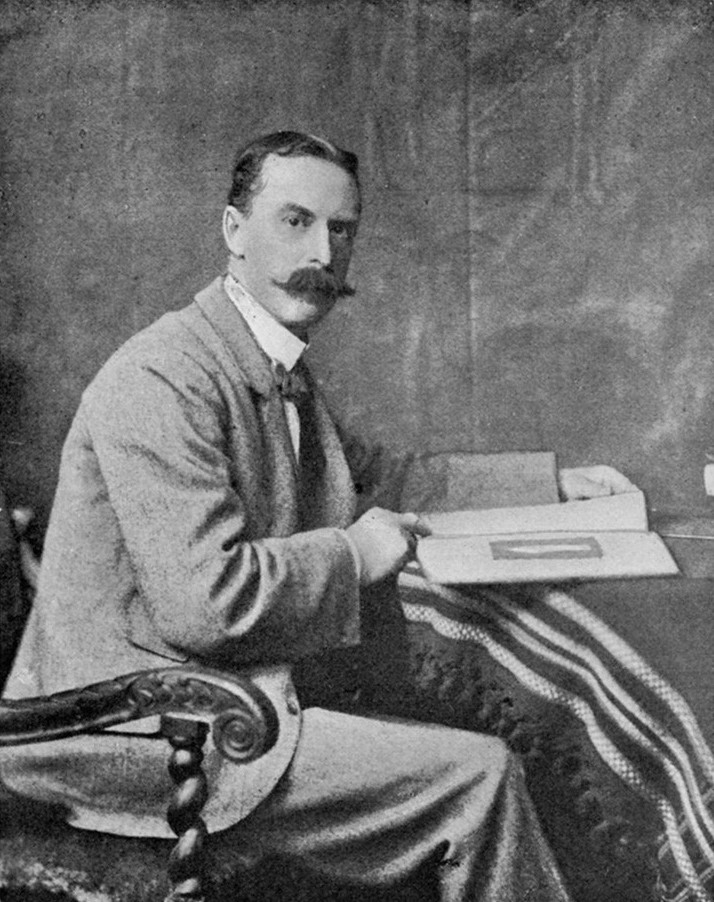
Edmund Blair Leighton, 1900

Edmund Blair Leighton (* 21. September 1852 in London; † 1. September 1922 ebenda) war ein englischer Maler, der im präraffaelitischen und romantischen Stil malte. Seine Bilder stellen meist Szenen aus dem Mittelalter oder aus dem Regency dar. Als seine beiden berühmtesten Gemälde gelten Gott sei mit dir! (God speed!, 1900) und Der Ritterschlag (The Accolade, 1901).

## Leben
Leightons Eltern waren der frühverstorbene Maler Charles Blair Leighton (1823–1855) und Caroline Boosey.
Nach dem Besuch der University College School in London studierte Edmund Leighton Kunst an der Royal Academy of Arts. Von 1878 bis 1920 stellte er regelmäßig an der Royal Academy aus. 1885 heiratete er Katherine Nash, mit der er eine Tochter und einen Sohn hatte, der ebenfalls Maler wurde.

## Werke (Auswahl)
- The Dying Copernicus (1880)
- Abelard and his Pupil Heloise (Peter Abaelard und seine Schülerin Heloisa) (1882), Phillips Auctioneers, UK[3]
- To Arms (1888), Roy Miles Fine Paintings
- Olivia (1888)
- How Liza Loved the King (1890), Towneley Hall Art Gallery and Museum, Burnley[3]
- Lay thy sweet hand in mine and trust in me (1891)
- Lady Godiva (1892), City Art Gallery, Leeds[3]
- Two Strings (1893)
- Launched in Life (1894)
- The Charity of St. Elizabeth of Hungary (Die Barmherzigkeit der hl. Elisabeth von Thüringen) (1895)
- A Favour (1898)
- The King and the Beggar-maid (1898), Collection of Fred and Sherry Ross
- God Speed! (Gott sei mit dir!) (1900)
- The Accolade (Der Ritterschlag) (1901), Privatsammlung[3]
- Adieu (1901), Manchester Art Gallery[3]
- The End of the Song (1902), Privatsammlung
- Alain Chartier (1903)
- Tristan and Isolde (1907)
- The Dedication (1908)
- The Shadow (1909)
- Stitching the Standard (Nähen der Flagge) (1911)[4]
- To the Unknown Land (1911)
- Pelleas and Melisande (1911)
- The Boyhood of Alfred The Great (1913)
- My fair Lady (1914)
- The Wedding March (1919)
- Sweet solitude (1919)
- After Service (1921)

Gemälde von Edmund Blair Leighton (Auswahl)
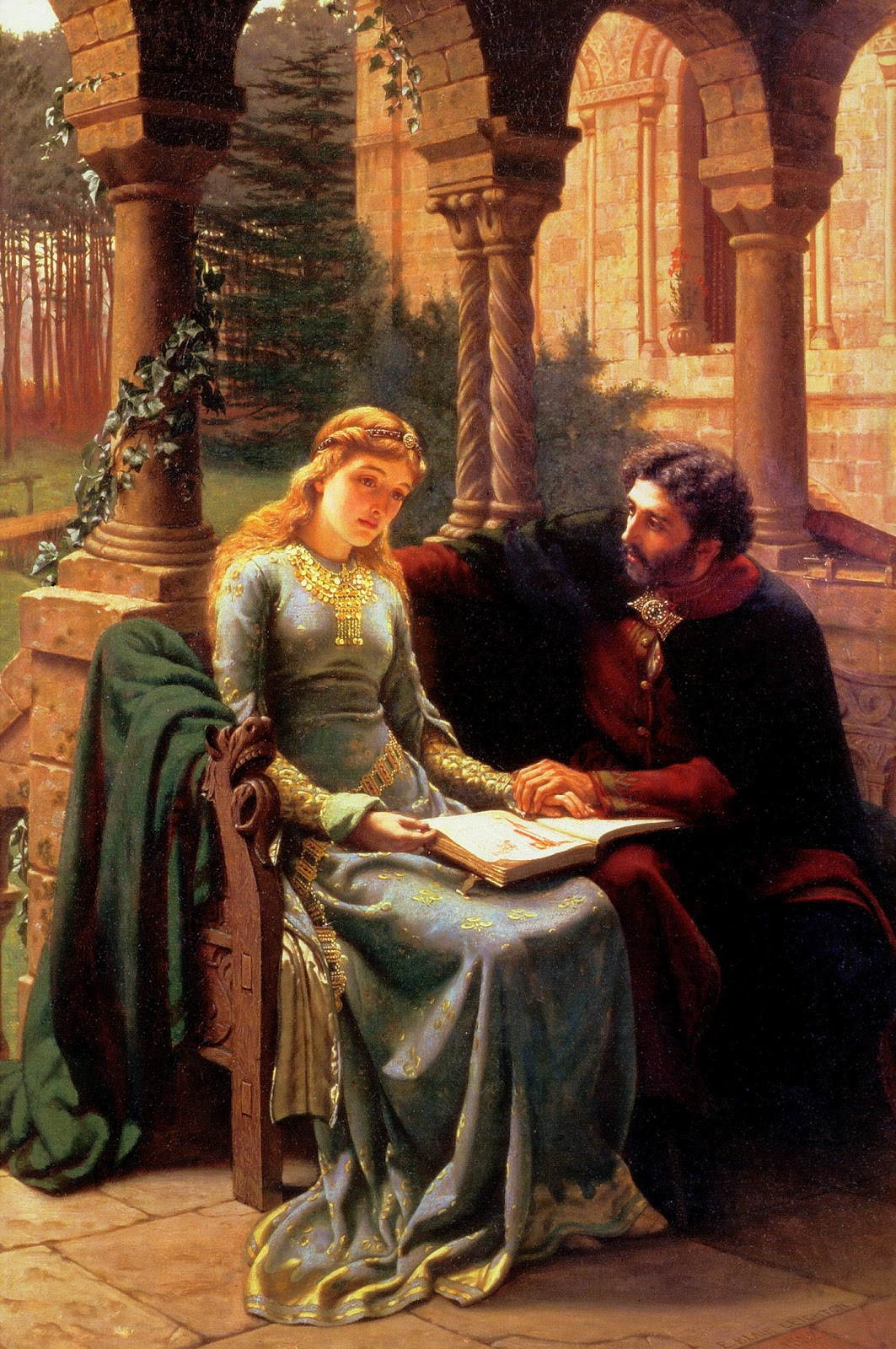
Abaelard and his Pupil Heloisa, 1882
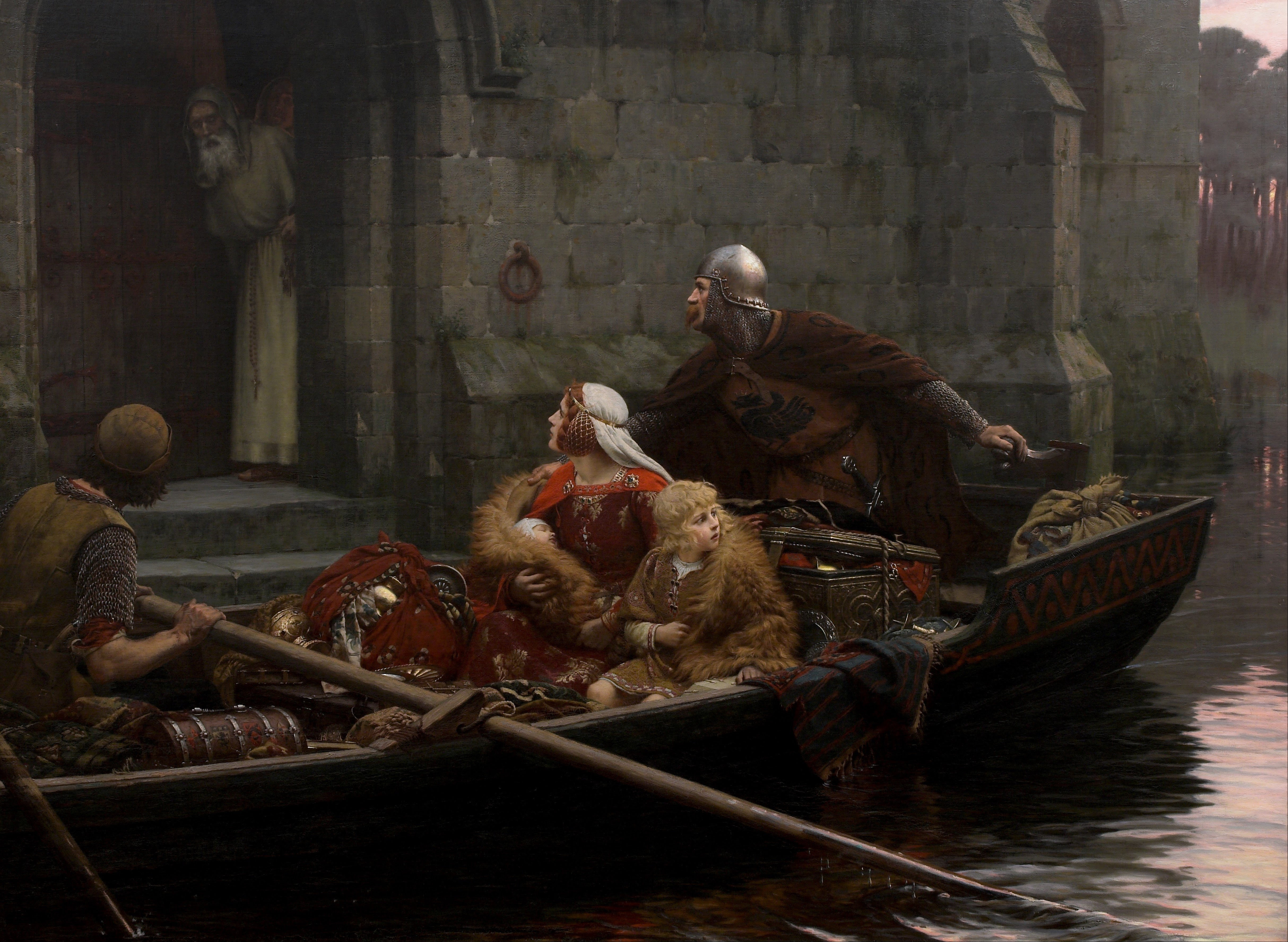
In Time of Peril, 1897
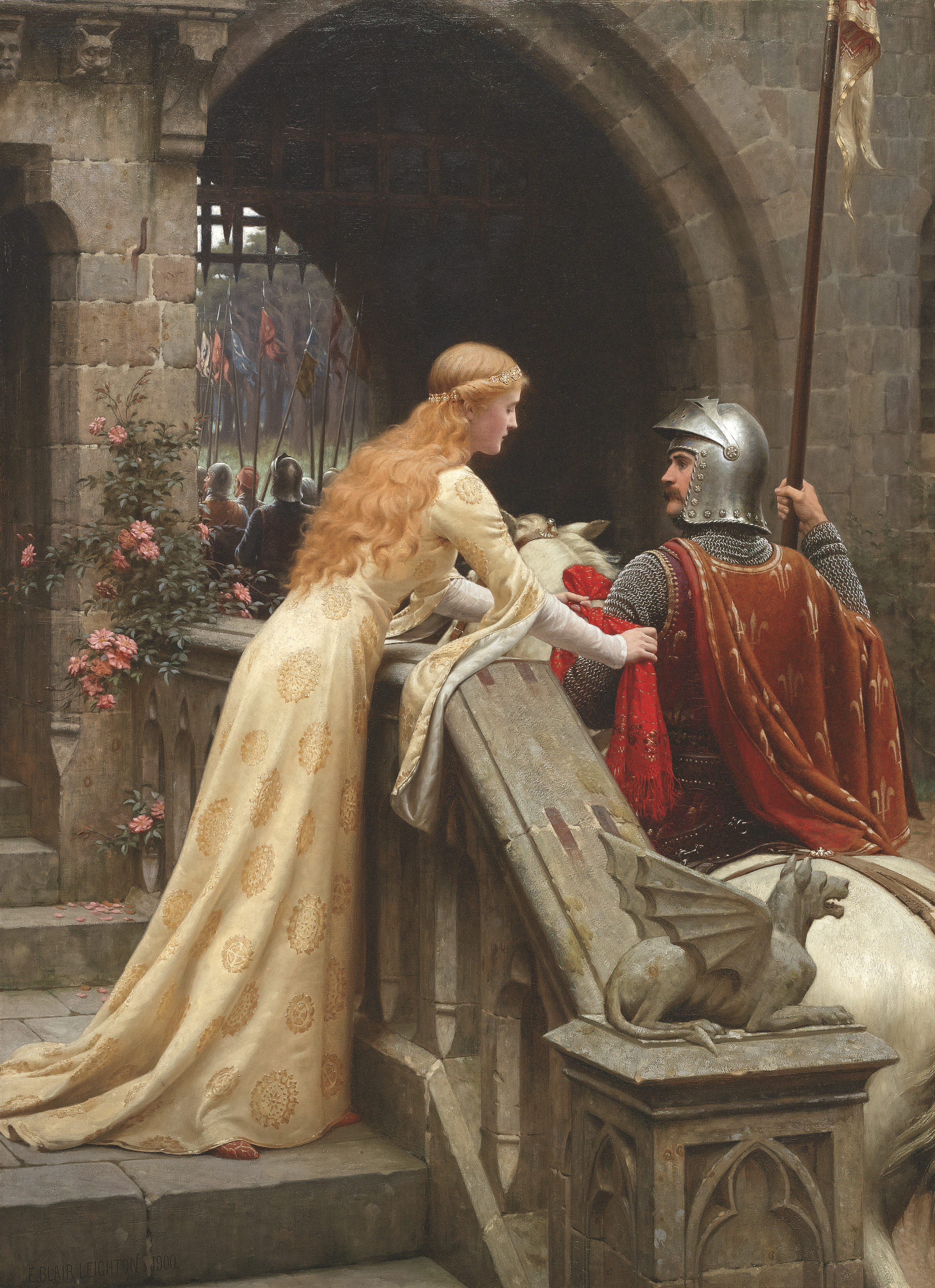
God Speed!, 1900
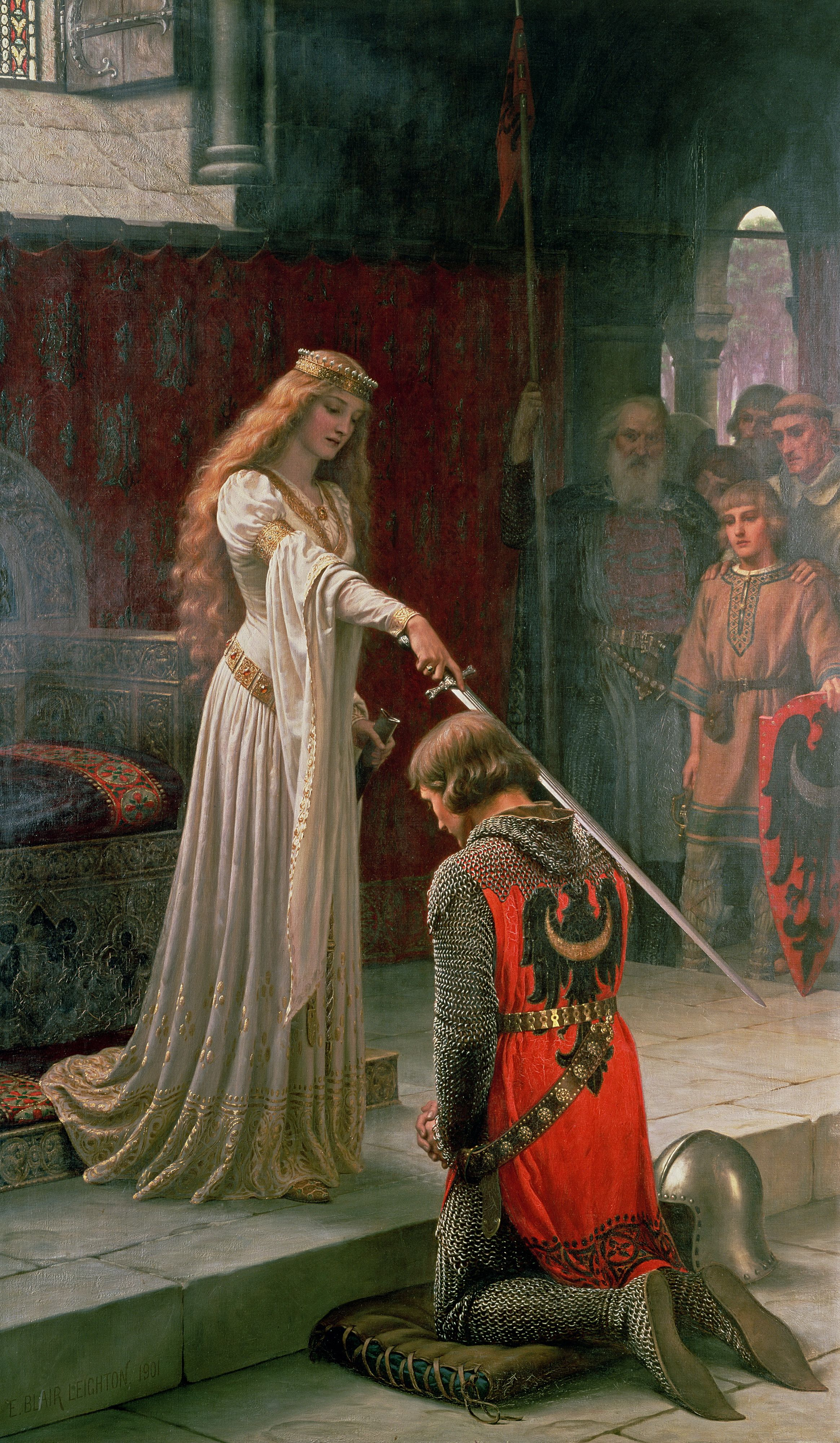
The Accolade, 1901
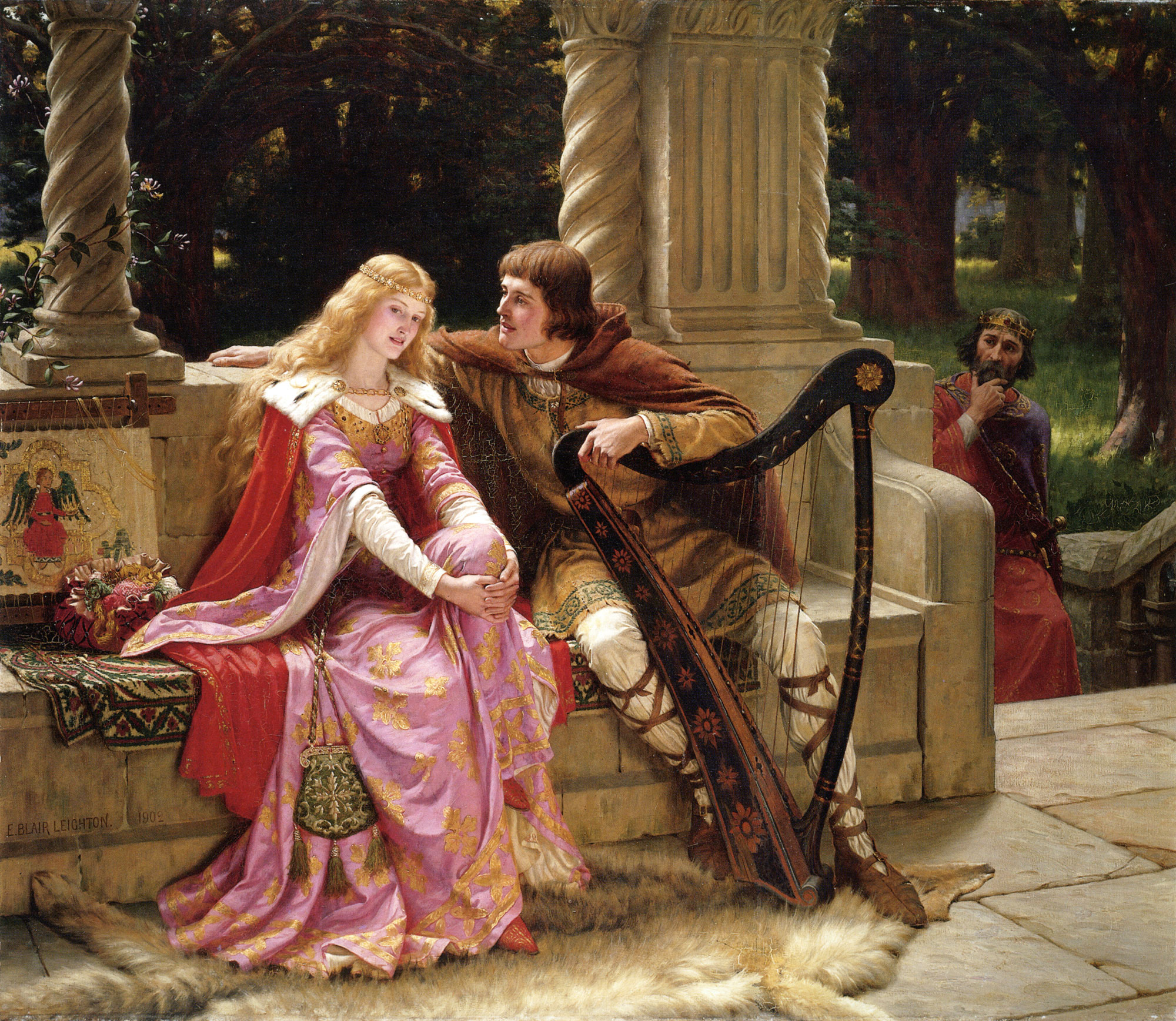
The End of The Song, 1902
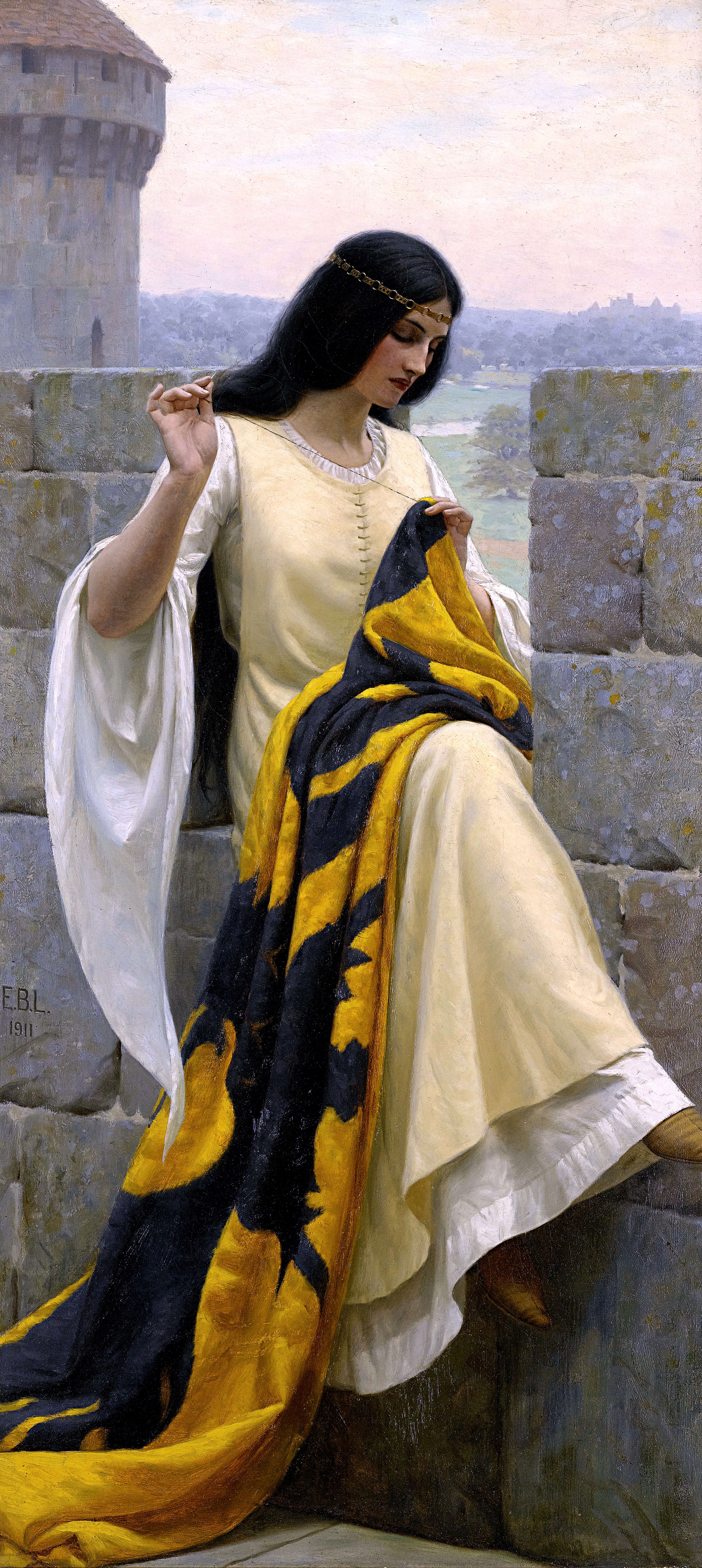
Stitching the Standard, 1911